# Acord Lansing-Ishii

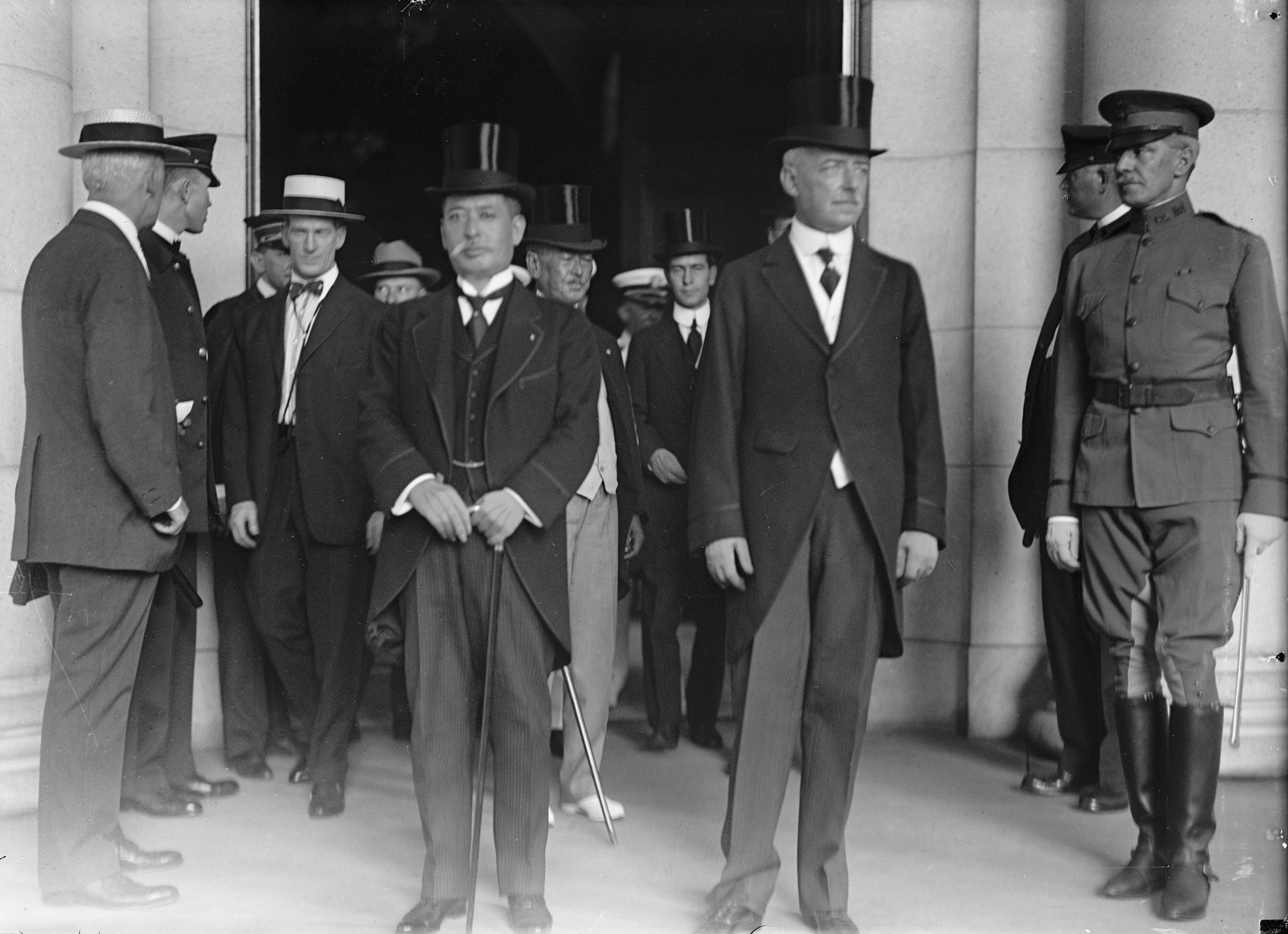
El vescomte Ishii Kikujiro i el secretari d'Estat Robert Lansing

L'Acord Lansing-Ishii (xinès tradicional: 藍辛-石井協定, japonès: 石井・ランシング協定) entre els Estats Units d'una banda i per l'Imperi Japonès per una altra, fou signat a Washington, el 2 de novembre de 1917, pel secretari d'Estat Robert Lansing i pel vescomte Ishii Kikujiro.
L'any 1917 els Estats Units van entrar en la Primera Guerra Mundial i, malgrat la situació de la Xina, i la creixent influència nipona al Pacífic, es van trobar com aliats els japonesos. Els dos països estaven interessats a aconseguir una aproximació. Els japonesos que els nord-americans reconeguessin “els interessos suprems del Japó a la Xina” però amb l'acord Lansing-Ishii, Estats Units només reconeixia “els interessos especials” del Japó a la Xina però reafirmava la integritat territorial de la Xina.i, a la vegada, la política de portes obertes cosa que significava una contradicció. L'acord contenia clausules secretes. Va ser substituït pel Tractat de les Nou Potències (1923).